# Корем
Коремът (на латински: Abdomen, -inis) е частта от тялото, която се намира между гръдния кош и бедрата и обхваща уретера, уретрата, червата, черния дроб, ануса, пикочния мехур, жлъчния мехур и половата система, с изключение на гърдите. При хората, както и при много други гръбначни животни, е областта между гръдния кош и таза (диафрагмата разделя гръдната кухина и коремната кухина).

## Гръбначни животни
Външната форма на корема е слабо овална и може да се променя, в зависимост от местоположението на тялото в пространството. Коремната кухина е най-голямата телесна кухина.
Коремът е част от трупа, която лежи каудално на диафрагмата и съдържа най-голямата телесна кухина, cavum abdominis. На корема се различават следните образувания: пъп, umbilicus; хълбок, latus (със страничната гънка, plica lateris); слабина, inguen (в ингвиналната област); различен брой коремни млечни жлези, mammae abdominales и ингвинални, mammae inguinales.
При гръбначните животни, коремът съдържа:
- част от храносмилателната система (жлъчен мехур, черен дроб, анус, апендикс, ректум и черва);
- част от отделителната система (уретер, пикочен мехур, уретрата);
- вътрешните полови органи (яйчници, фалопиеви тръби, матка, вулва и вагина при женските; тестиси, семепроводи, семенни торбички, простата, пенис и уретра при мъжките).

Коремът съдържа също някои от най-големите и най-лесно достъпните кръвоносни съдове при много животни и често се използва при медицински експерименти за катетеризация. По различни причини коремът често е с различен цвят от останалата част на тялото. При животни с козина коремът често е напълно или почти неокосмен.

## Безгръбначни животни
В описанието на безгръбначните животни се е утвърдил латинският термин абдомен.
Той е изграден от серия вдлъбнати гръбни пластинки, известни като тергити и изпъкнали коремни пластинки, известни като стернити, всичките задържани от жилава разтегаема мембрана.
Абдоменът побира храносмилателната система и половите органи на насекомите. Съдържа единадесет сегмента при повечето насекоми, въпреки че единадесетият сегмент липсва при възрастните от най-високите разреди. Броят на тези сегменти варира според вида, като броят на видимите сегменти е намален до седем при медоносната пчела. При колемболите (Collembola) абдоменът има само шест сегмента.
За разлика от други членестоноги, при възрастните индивиди насекомите нямат крака на абдомена, въпреки че Protura (безантенести) имат недоразвити кракоподобни израстъци на първите три абдоминални сегмента, а Archaeognatha имат малки, съединени „иглички“, които в някои случаи се считат за недоразвити израстъци. Много лаврови насекоми, вкл. Lepidoptera (ципокрили) и Symphyta (листни оси) имат месести израстъци върху своите абдоминални сегменти, които им позволяват да се захващат върху ръбовете на листата, обикаляйки около тях.